# Predatoroonops
Predatoroonops là một chi nhện trong họ Oonopidae.